# Йоахім Ґаук
Йоахі́м Ґаук (нім. Joachim Gauck, нар. 24 січня 1940, Росток, Мекленбург, Третій Рейх) — німецький політичний та державний діяч, одинадцятий федеральний президент Німеччини; перший президент ФРН — виходець з колишньої НДР.
Колишній протестантський пастор з НДР, один із лідерів правозахисного руху в НДР, перший уповноважений федерального уряду з роботи з розсекреченими архівами колишнього Міністерства державної безпеки НДР (Штазі) (1990—2001), безпартійний, публіцист.
Став співзасновником опозиційного Нового Форуму й депутатом Народної палати НДР останнього скликання від некомуністичного Альянсу 90. Був серед підписантів Празької декларації, а також Декларації про злочини комунізму. 2010 року вже був кандидатом на посаду Федерального президента Німеччини від СДН, але обраним тоді був представник урядової більшості Крістіан Вульфф.

## Біографія

### Життя в НДР
Ґаук народився 24 січня 1940 року в північно-німецькому місті Росток у родині капітана судна, згодом його батько став морським чиновником. Мати Йоахіма була кваліфікованою офісною працівницею. Вона була членом НСДАП з 1932 року, батько — з 1934 року. Наприкінці Другої світової війни батько потрапив до британського полону, звідки влітку 1946 року повернувся до Ростока, який згодом став територією НДР. Невдовзі батько поступив на роботу на Ростоцьку верф як інспектор з охорони праці.
1951 року батько «зник» — був таємно захоплений спецорганами радянської окупаційної влади без офіційного звинувачення, та переправлений до СРСР. Родина не мала жодної звістки про нього. Місцеві органи Штазі відповіли, що в них також нема жодних даних на батька, і якщо його заарештували совєти, то тут нічого не вдієш. Згодом сім'я довідалась про те, що батько начебто був засуджений у Москві за «шпигунство на користь західних країн, а також за антирадянську агітацію і пропаганду». Проте у відкритому судовому процесі його не було засуджено, родина ніяких документів не одержала, у Москві також ніяких документів не було знайдено. Родина не мала жодної звістки про його долю до 1955 року, коли після візиту Конрада Аденауера до СРСР його звільнили з ГУЛАГу. Після повернення батька додому з'ясувалося, що причиною арешту слугувало те, що він мав при собі професійний корабельний довідник, виданий на Заході. Вже через рік примусової праці на радянському Півночі в таборах ГУЛАГу він став інвалідом, але його не відпускали до 1955 року.
Арешт і ув'язнення батька дуже вплинули на політичні погляди Йоахіма. Вже в школі він не приховував своїх відверто антикомуністичних переконань, рішуче відмовившись, зокрема, вступати до лав прокомуністичного Союзу вільної німецької молоді. Йоахім хотів стати журналістом, проте антикомуністичні погляди не дали цього зробити. Натомість Ґаук став пастором протестантської церкви в Мекленбурзі й пробув на цій посаді до 1989 року. Діяльність пастора в НДР була вельми ускладнена через ворожість панівного режиму до церкви, тому Ґаук довгий час був об'єктом спостереження з боку Міністерства державної безпеки НДР. У досьє на нього Ґаук характеризувався як «невиправний антикомуніст» («unverbesserlicher Antikommunist»). У 1982—1990 роках Ґаук очолював роботу церковної ради Мекленбурга.

### В об'єднаній Німеччині

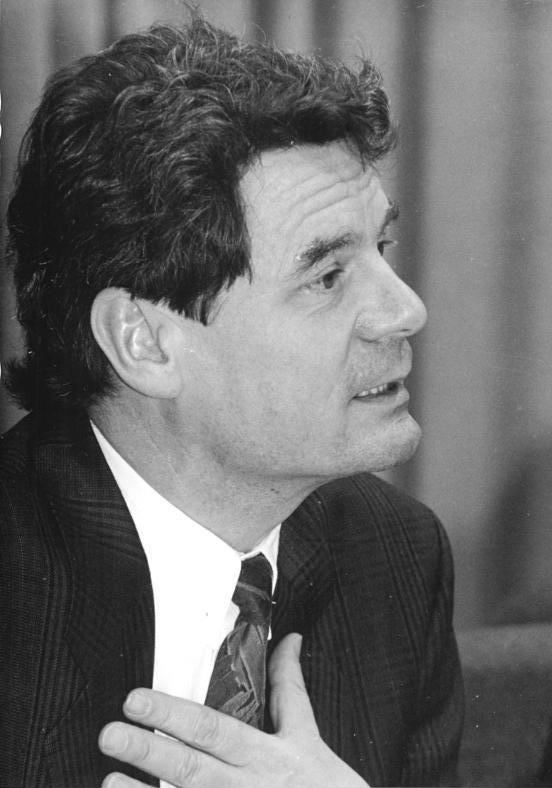
Йоахім Ґаук у грудні 1990

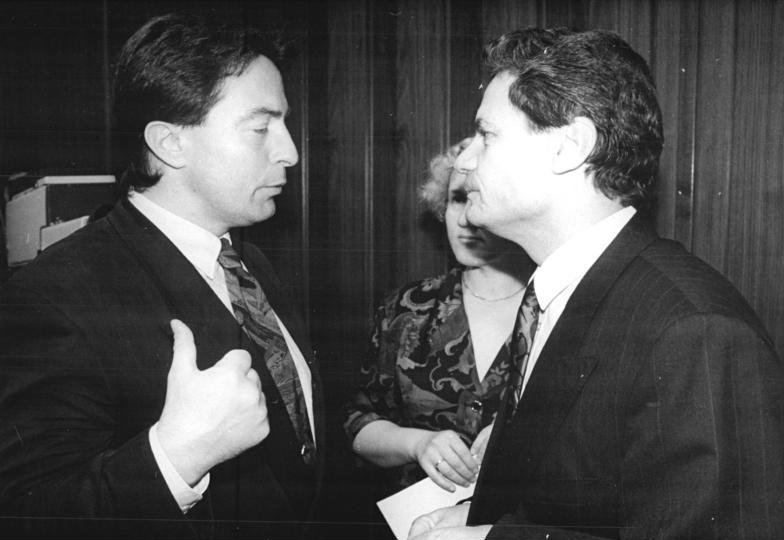
Йоахім Ґаук (праворуч) та останній міністр внутрішніх справ НДР П.Дістель

1989 року Ґаук став членом демократичного опозиційного руху Новий Форум та був обраний до складу його керівництва. Він брав участь у більшості найзначніших мітингів і демонстрацій проти панівного режиму. На вільних виборах 18 березня 1990 року в Народну палату НДР висувався від опозиційного Альянсу 90 (у складі Нового Форуму, руху Демократія зараз та Ініціативи за мир і права людини) і був обраний депутатом.
2 жовтня 1990 року, за день до об'єднання Німеччини, Народна палата обрала Ґаука спеціальним уповноваженим з управління архівами Штазі. Наступного дня це призначення підтвердив федеральний президент Ріхард фон Вайцзеккер та федеральний канцлер Гельмут Коль. З 1992 року його посада стала називатися «Федеральний уповноважений з управління архівами Штазі» (нім. Bundesbeauftragter für die Stasi-Unterlagen). На цій посаді він пропрацював до 2000 року. Позитивна діяльність цієї установи у справі викриття злочинів режиму НДР у німців асоціювалася насамперед з ім'ям Ґаука, тож це відомство стали називати Відомством Ґаука (нім. Gauck-Behörde).
У наступні роки його ім'я звучало серед можливих кандидатів у депутати Бундестагу від СДП і навіть як потенційного кандидата на пост федерального президента від ХСС 1999 року (проти кандидата СДП Йоганнеса Рау), а також від блоку ХДС/ХСС і ВДП у наступні роки.
1998 року він сприяв німецькому випуску Чорної книги Комунізму, написавши додатковий розділ про Німецьку Демократичну Республіку. Разом з колишнім президентом Чехії Вацлавом Гавелом був ініціатором Празької декларації про європейське сумління та комунізм (2008). Його підпис стоїть також під Декларацією про злочини комунізму (2010). У цих документах міститься заклик до засудження комунізму, поширення знань про злочини комуністичних режимів і покарання учасників цих злочинів. У Празькій декларації також містилася ідея створення Європейського дня пам'яті жертв сталінізму й нацизму, який таки був затверджений Європейським парламентом 2 квітня 2009 року.

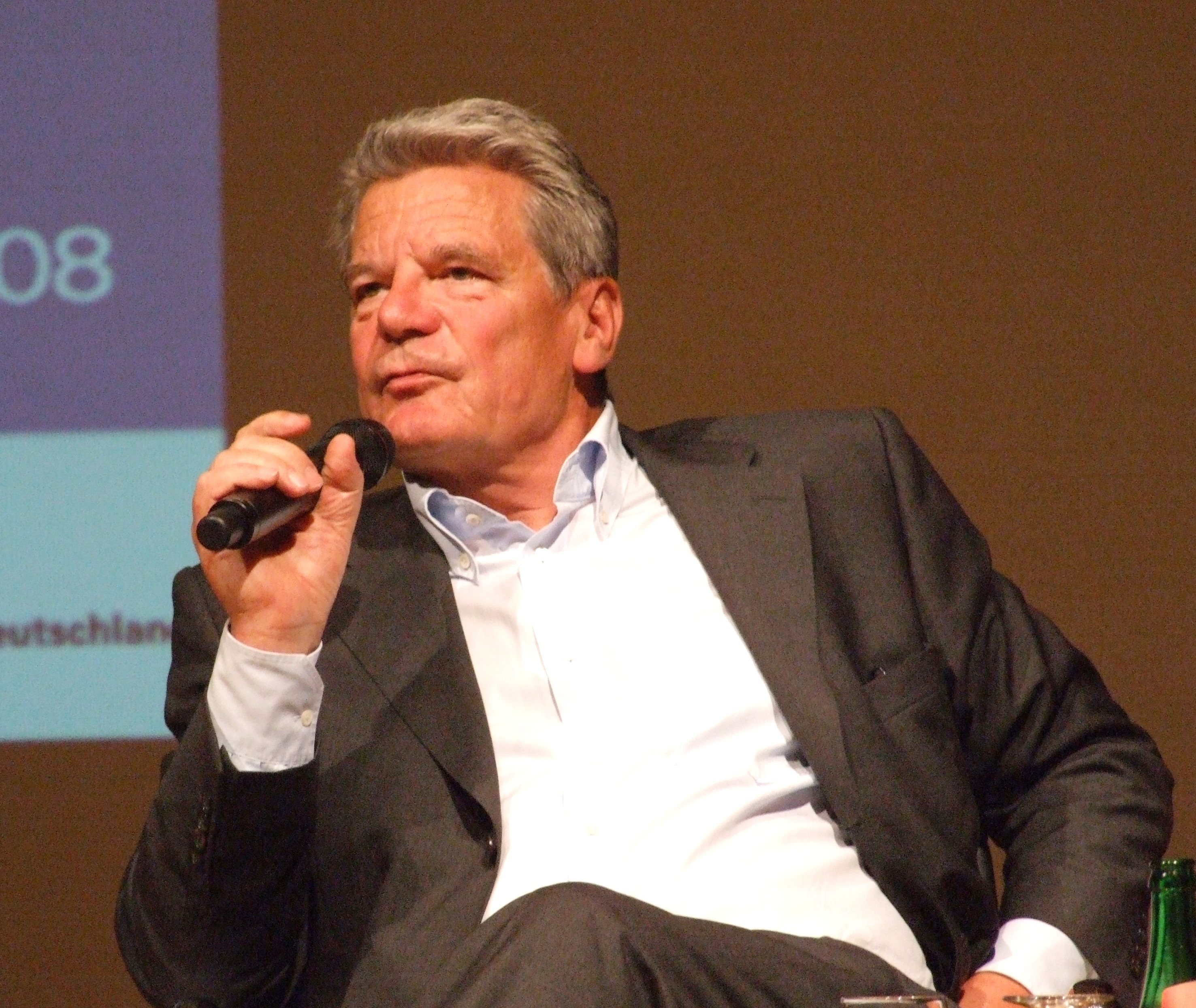
Йоахім Ґаук у 2008 році

З нагоди свого 70-річчя 2010 року, Ґаук одержав спеціальне привітання від федерального канцлера Анґели Меркель, яка назвала його «істинним учителем демократії» та «невпинним захисником свободи, демократії і правосуддя», а британська газета «The Independent» назвала Ґаука «відповіддю Німеччини на Нельсона Манделу».
З 2003 року Ґаук очолював організацію «Gegen Vergessen — Für Demokratie» (Проти забуття — За демократію), яка бореться з лівим і правим екстремізмом, виступає на захист демократичних цінностей і сприяє осягненню історичної правди про два тоталітарні режими в німецькій історії.

## Президентство

### Участь у президентських виборах 2010
3 червня 2010 року Йоахім Ґаук був висунутий кандидатом на пост федерального президента Німеччини від соціал-демократів і зелених. Варто зауважити, що Ґаук ніколи не був ні членом СДП, ні членом партії зелених (хоча Альянс 90, до якого Ґаук раніше входив, 1993 року злився із західнонімецькими зеленими) і після висунення заявив, що прийняв би пропозицію і від ХДС, якби запропонували. Ґаук схарактеризував себе як «лівого, ліберального консерватора», а після свого висунення підкреслював свою позапартійність, заявивши: «Я не є ні червоним, ні зеленим, я — Йоахім Ґаук».
Ґаука поважають політики надзвичайно широкого політичного спектру, він дуже популярний не лише серед членів партій, що висунули його кандидатом у президенти, але й серед панівної коаліції ХДС/ХСС і ВДП за його відвертість, високоморальну позицію як за часів комуністичної диктатури, так і за часів його діяльності як «мисливця за Штазі» в 90-их роках XX століття. Його головний суперник Крістіан Вульфф, а також політичні лідери панівних партій заявили, що дуже поважають Ґаука за його життя і діяльність. Лише «Ліві» відкинули кандидатуру Ґаука на пост президента, як з тактичних, так і персональних міркувань. Чимало політично активних членів «лівих», частина з яких входила до колишньої Соціалістичної єдиної партії Німеччини, та зокрема їхнього лідера в Бундестазі Грегора Гізі, завдяки діяльності відомства Ґаука викрили як колишніх «неофіційних співробітників» Штазі.
На виборах 30 червня 2010 року Ґаук поступився Крістіану Вульффу в третьому турі, отримавши 490 голосів проти 624 у суперника.

### Номінація на Президентські вибори 2012
Після скандалу навколо федерального президента Німеччини Кристіана Вульффа, що призвів до його відставки 17 лютого 2012 року, Ґаука знову стали називати можливим позапартійним кандидатом (нім. überparteiliche Kandidat), який міг би об'єднати голоси коаліції та опозиції під час виборів федерального президента. За соціологічними опитуваннями, німці надавали перевагу Йоахімові Ґауку проти інших ймовірних кандидатів на посаду президента.
Уранці 19 лютого 2012 року в керівництві панівної коаліції ХДС/ПВД відбулась запекла дискусія з приводу кандидатури майбутнього президента, що переросла в гострий конфлікт й ледь не призвела до розпаду коаліції та відставки уряду. Лідер молодшого партнера по коаліції, Партії Вільних демократів, міністр економіки і віцеканцлер Філіпп Реслер запропонував кандидатуру Ґаука, ще раніше підтриману опозицією. Лідер ХДС та канцлер Анґела Меркель була категорично проти й пропонувала інші кандидатурі з лав власного ХДС. Реслер продовжував стояти на своєму, за що Меркель пригрозила розколом коаліції. У наступні години відбулась телефонна конференція між лідерами основних чотирьох партій Бундестагу (ХДС/ХСС, ПВД, СДП і Союз 90/Зелені), після чого Меркель була змушена запросити до переговорів «віч-на-віч» лідера опозиційної СДП Зіґмара Ґабрієля. Унаслідок переговорів Меркель була змушена відступити й погодитися з кандидатурою Ґаука, якого підтримувала більшість представлених у Бундестазі партій.

У неділю вранці Ґаука, який тоді перебував у Відні, спитали, як він оцінює свої шанси. Він посміявся: «Зателефонуйте пані Меркель!». Того ж дня о 20 годині вечора, коли Ґаук повертався на таксі з аеропорту вже в Німеччині, Меркель зателефонувала до нього й запитала, чи згоден він стати Федеральним президентом. — Пізнього вечора того ж дня на спільній пресконференції за участю лідерів коаліції й опозиції Йоахіма Ґаука офіційно висунули кандидатом на пост федерального президента Німеччини. У промові подяки Ґаук сказав:
…Та одне я знаю — близькість до людей, які стоять за відповідальність, котрі є всюди в нашій країні, а не тільки на політичному рівні — це буде моїм головним політичним завданням. І я буду діяти там, де ми закликаємо людей взяти на себе відповідальність, а не тільки бути глядачами або критичними спостерігачами суспільних справ (…)

Таким чином моя діяльність як мандрівного вчителя політики ґрунтовно не зміниться (…) Я можу тільки просити щиро вибачити мої перші можливі помилки й не сподіватися, що я супермен або безпомилкова людина. Але — як ми знаємо — дуже добрі речі можна робити не лише, коли ви в оточенні ангелів, але й в оточенні людей.

### Вибори 2012
На дострокових виборах Президента Німеччини загальними Національними зборами ФРН 18 березня 2012 року з 1.240 голосів (1.228 з них чинних) за Ґаука віддали 991 (79 % дійсних голосів), за кандидатку «лівих» Беате Кларсфельд 126 , за кандидата ультра-правих Олафа Розе 3 голоси і 108 утримались. Таким чином Йоахім Ґаук став одинадцятим федеральним президентом в історії ФРН.
Президентська промова Й. Ґаука
(…) Це трапилось рівно 22 років тому цього ж дня, коли ми вперше пішли голосувати.

Ми були мільйонами східних німців, які після 56 років панування диктаторів нарешті змогли бути громадянами.

Уперше в моєму житті, у віці 50 років, мені дозволили у вільному, рівному й таємному голосуванні вирішувати — хто буде урядувати в майбутньому. Люди, котрі прямували на вибори, ще перебували у відлунні мирної революції — коли ми всі були «народ» і коли впали мури.

(…)

Я ніколи не забуду тих виборів, ніколи. Ані 90 відсотків виборців, ані мою внутрішню рушійну силу. Я знав, що моє рідне місто і ця сіра, принижена країна — тепер ми будемо Європою.
Тоді я був разом з усіма і до моєї радості додалося тверде знання — тепер я ніколи не минатиму виборів.
Занадто довго мусив я чекати на радість співучасті, щоб забувати про безпорадність підданих. «Я бажав би бути громадянином, не більш, але й не менше» — як колись визначив своє політичне кредо просвітитель Дольф Штернбергер. Тоді мене охопило теж саме почуття. Під впливом емоцій я тоді погодився з тим, що тільки згодом зміг теоретично переробити: радість визволення — це обов'язок, котрий ще мусить дорости до відповідальності. І те, що ми всі в глибині душі почували, тепер стало дійсністю.

(…)

Сьогодні ви вибрали президентом людину, котра себе саму не мислить без цієї свободи, і котра не хотіла би уявляти свою країну без діяльної відповідальності. Я приймаю це призначення з безмірною вдячністю людини, яка після довгих блукань політичною пустелею 20 століття, нарешті й неждано знову віднайшла Вітчизну. І яка в останні 20 років змогла пізнати щастя співпраці у формуванні демократичного суспільства.

(…)

Якщо ми, як народ з правом голосу, закладаємо фундамент демократії, або визначаємо шлях до вибраної цілі — це наша країна, де ми несемо відповідальність. Так само це наша країна, якщо ми ухиляємося від відповідальності. Ми повинні пам'ятати: і людина, яка творить, і та що стоїть осторонь — в обох є діти. У їхні руки нам передавати цю країну. Вона цього варта, щоб її довірити своїм дітям. Щоб вони могли назвати цю країну їхньою країною.
(Промова неодноразово переривалась овацією)

## Ґаук і Україна
Наприкінці квітня 2012 року Ґаук скасував свій запланований візит до України на зустріч голів держав Центральної Європи 11-12 травня в Ялті — на знак протесту проти умов ув'язнення лідера української опозиції, колишнього українського прем'єр-міністра Юлії Тимошенко. Згідно з Ґауком, ситуація з Тимошенко не відповідає європейським стандартам прав людини. Це рішення Ґаука отримало схвалення більшості представлених у Бундестазі політичних партій Німеччини і канцлера Анґели Меркель. Політичні оглядачі Німеччини назвали це рішення Ґаука «ясним» та «сильним» сигналом уряду Януковича.
До рішення Ґаука приєднались президенти: Австрії — Гайнц Фішер, Чехії — Вацлав Клаус, Словенії — Данило Тюрк і президент Єврокомісії Жозе Мануель Баррозу. Після цього серед провідних політиків Європи стали голосніше лунати пропозиції про бойкот чемпіонату Європи з футболу в Україні 2012.

## Нагороди та почесні звання

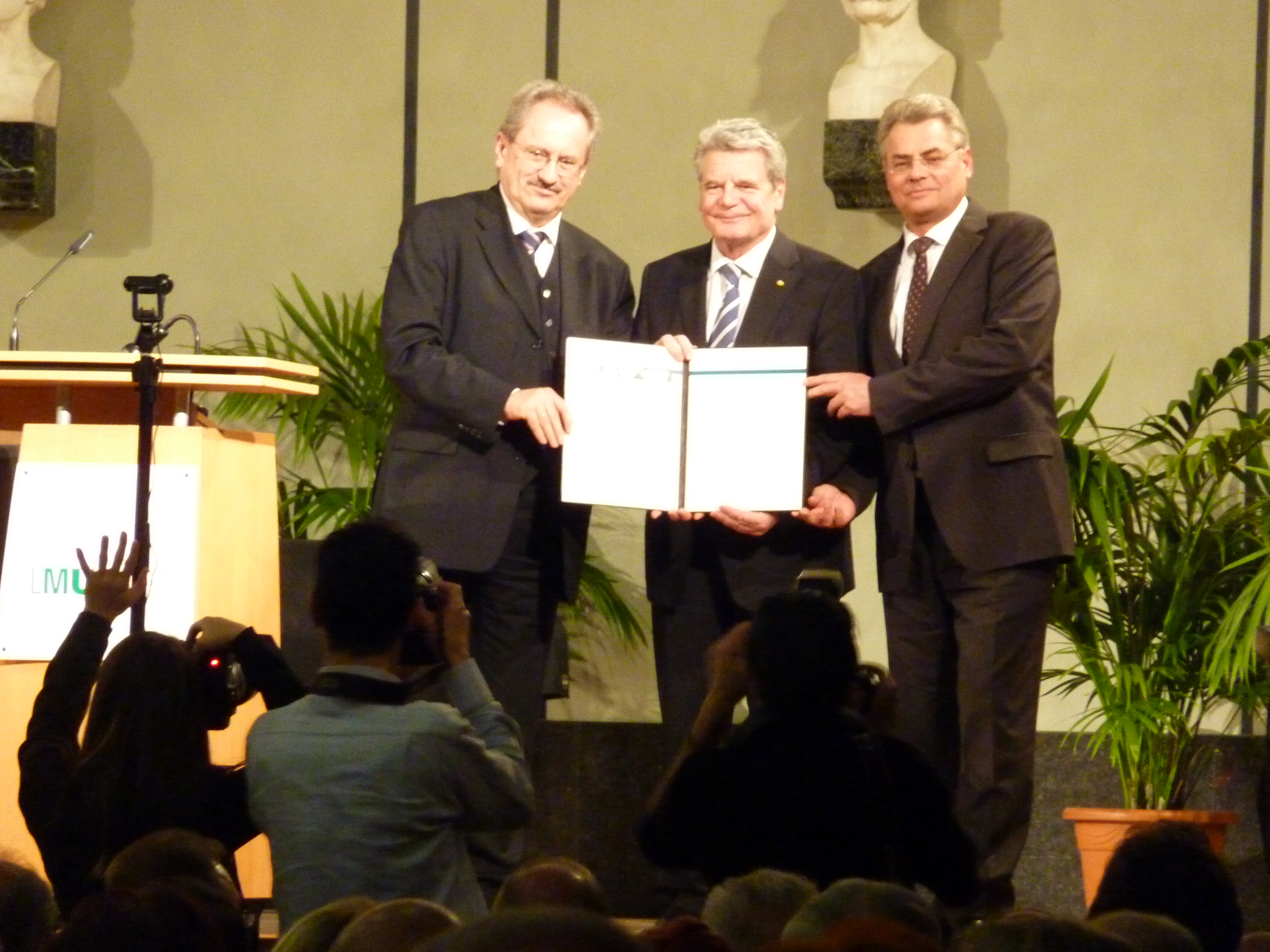
Ґаук на врученні премії Ганса і Софі Шолль (2010)

(вибірково)
- 1991 — медаль ім. Теодора Гойса
- 1997 — премія ім. Ганни Арендт
- 2000 — ораторська премія ім. Цицерона (в категорії Політика)
- 2000 — Великий Хрест Ордену «За заслуги» з зіркою
- 2010 — лауреат літературної премії Ганса і Софі Шолль (за книгу спогадів «Зима серед літа»)
- 1999 — почесний доктор теологічного факультету Ростоцького університету
- 2001 — почесний доктор філософського факультету Єнського університету
- Орден Свободи (Україна, 23 серпня 2017) — за вагомий особистий внесок у зміцнення міжнародного авторитету Української держави, популяризацію її історичної спадщини і сучасних надбань[27]

## Сім'я і особисте життя
У Ґаука від першого шлюбу є четверо дітей, троє з яких переїхали до ФРН ще в 1980-і роки. З 1991 року Ґаук живе окремо від дружини, проте офіційного розлучення не було. З 2000 року перебуває в цивільному шлюбі з баварською журналісткою Даніелою Шадт.

## Вибрані публікації
- 1991: Die Stasi-Akten. Das unheimliche Erbe der DDR (= rororo 13016). Rowohlt, Reinbek bei Hamburg 1991, ISBN 3-499-13016-5.
- 1992: Von der Würde der Unterdrückten (есе)
- 1993: Verlust und Übermut. Ein Kapitel über den Untertan als Bewohner der Moderne (есе)
- 1998: Mitautorenschaft an der deutschsprachigen Ausgabe von Das Schwarzbuch des Kommunismus — Unterdrückung, Verbrechen und Terror. Piper Verlag, München 2004, ISBN 3-492-04053-5.
- 2007: Reite Schritt, Schnitter Tod! Leben und Sterben im Speziallager Nr. 1 des NKWD Mühlberg/Elbe (Aufsatz), hrsg. v. Elisabeth Schuster, Volksbund Deutsche Kriegsgräberfürsorge, ISBN 978-3-936592-02-3.
- 2007: Diktaturerfahrungen der Deutschen im 20. Jahrhundert und was wir daraus lernen können (= Schriftenreihe zu Grundlagen, Zielen und Ergebnissen der parlamentarischen Arbeit der CDU-Fraktion des Sächsischen Landtages; Band 42), Dresden 2007.
- Anker, Gauck 2009a: Winter im Sommer — Frühling im Herbst: Erinnerungen. Siedler Verlag, München 2009, ISBN 978-3-88680-935-6.
- 2009b: Die Flucht der Insassen: Freiheit als Risiko (Weichenstellungen in die Zukunft. Eine Veröffentlichung der Konrad-Adenauer-Stiftung e.V.). Sankt Augustin/Berlin 2009, ISBN 978-3-941904-20-0.
- 2010: Gerechtigkeit, Versöhnung und Strafe als gesellschaftliche und politische Herausforderungen. In: Versöhnung, Strafe und Gerechtigkeit: das schwere Erbe von Unrechts-Staaten (Kontexte; 40), hrsg. von Michael Bongardt. Göttingen 2010, ISBN 978-3-7675-7132-7, S. 17–28.
- 2012: Freiheit. Ein Plädoyer. Kösel, München 2012, ISBN 978-3-466-37032-0.